# UN Women
Entitatea Națiunilor Unite pentru egalitatea de gen și emanciparea femeilor (UN Women) 
este o agenție a Organizației Națiunilor Unite (ONU). Ea a fost creată cu scopul de a promova egalitatea și emanciparea femeilor peste tot în lume. În prezent, Directorul Executiv al UN Women este Phumzile Mlambo-Ngcuka

## Istoric
Ca răspuns la rezoluția UN 63/311 din ianuarie 2006, Secretarul General a prezentat raportul A/64/588, denumit „Propunere pentru înființarea Unității pentru Egalitate de Gen și împuternicire a femeilor". În acest raport, Secretarul General a precizat că această entitate are rolul de a coordona toate activitățile privind egalitatea de gen din sistemul Națiunilor Unite.
După ani de negocieri între statele membre ale Națiunilor Unite, grupuri de femei și societatea civilă, în data de 2 iulie 2010 Adunarea Generală a adoptat unanim rezoluția 64/289, creând astfel UN Women prin alipirea Diviziei pentru Emanciparea Femeii (Division for the Advancement of Women), Fondul de Dezvoltare a Națiunilor Unite pentru Femei (UNIFEM), Institutul Internațional de Cercetare și Training pentru Emanciparea Femeii (INSTRAW) și Biroul Consilierului Special pe Probleme de gen și Emanciparea Femeii (OSAGI).

## Structură și funcționare
Rezoluția 64/289 stabilește că entitatea trebuie să fie condusă de un Sub Secretar General, numit de Secretarul General dupa consultarea statelor membre, cu un mandat de 4 ani, având posibilitatea de reinnoire.
Organizația este condusă de o structură interguvernamentală responsabilă cu setarea unor direcții normative și de acțiune a politicilor UN Women. Cele normative sunt gestionate de către Adunarea Generală, Consiliul Economic și Social și Comisia Statusului Femeilor în timp ce politicile operaționale țin de Adunarea Generală, Consiliul Economic și Social și Bordul Executiv.
Bordul Executiv este alcătuit din reprezentanți ai celor 41 State Membre aleși pentru o perioadă de 3 ani de către Consiliul Economic și Social al UN cu următoarea alocare regional și număr de membri : Africa (10), Asia și Pacific (10), Europa de Est (4), America Latina și Caraibe (6), Europa de Vest și alte State (6), țări care contribuie (6).
Resursele obținute pentru finanțarea proceselor normative sunt obținute din bugetul entității și aprobate de Adunarea Generală în timp ce bugetul pentru procesele operaționale și activități provine din contribuții voluntare și este aprobat de Bordul Executiv.

## Arii de acțiune și campanii ale UN Women[5]
- Leadership și participare politică
- Emancipare economică
- Stoparea violenței împotriva femeilor
- Acțiuni umanitare
- Pace și securitate
- Guvernanță și planificare națională
- Agenda 2030 pentru Dezvoltare Sustenabilă
- HIV și SIDA

## Obiective
- Sprijnirea entităților interguvernamentale precum Comisia Statusului Femeilor în formularea politicilor, standardelor globale și normelor
- Ajutarea statele membre ONU la implementarea standardelor menționate prin suport ethnic și financiar
- Responsabilizarea ONU în datoria asumată de a promova egalitatea de gen